# Anurogryllus amolgos
Anurogryllus amolgos är en insektsart som beskrevs av Otte, D. och Perez-gelabert 2009. Anurogryllus amolgos ingår i släktet Anurogryllus och familjen syrsor. Inga underarter finns listade i Catalogue of Life.